# تپه شهر سوخته ۲۰۳
تپه شهر سوخته ۲۰۳ مربوط به هزاره سوم قم است و در شهرستان زابل، بخش شیب آب، دهستان لوتک، روستای حومه شهر سوخته، ۱۲/۳ک متری جنوب غربی پایگاه باستان‌شناسی شهر سوخته واقع شده و این اثر در تاریخ ۱۵ اسفند ۱۳۸۵ با شمارهٔ ثبت ۱۷۹۷۶ به‌عنوان یکی از آثار ملی ایران به ثبت رسیده‌است.